# Stefan Rowecki

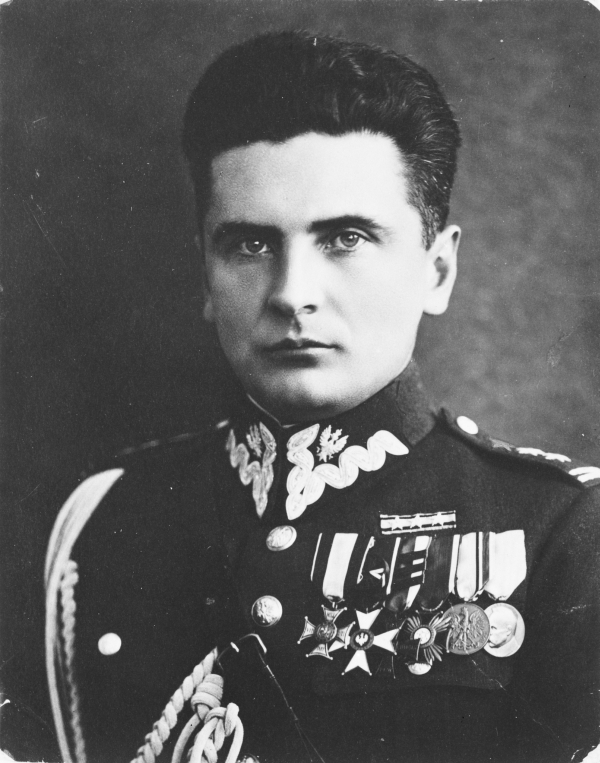
Stefan Rowecki

Stefan Paweł Rowecki, Tarnname Grot (* 25. Dezember 1895 in Piotrków Trybunalski, Russisches Kaiserreich; † August 1944 im Konzentrationslager Sachsenhausen), war Divisionsgeneral der polnischen Armee und Anführer der Polnischen Heimatarmee (Armia Krajowa) von 1942 bis 1943.

## Leben
Als Jugendlicher gehörte er zu den Mitorganisatoren der illegalen Pfadfinderbewegung in Kongresspolen. Während des Ersten Weltkriegs kämpfte er in den Legionen Józef Piłsudskis. Nach dem Konflikt mit den deutschen Besatzungsbehörden im Jahre 1917, der Eidkrise, wurde er kurzzeitig interniert.
Nach Erlangung der Unabhängigkeit gehörte Stefan Rowecki der neuen polnischen Armee an und kämpfte direkt im Polnisch-Sowjetischen Krieg. In der Zwischenkriegszeit war er innerhalb des Militärs auch publizistisch tätig. Von 1930 bis 1935 kommandierte er das 55. Infanterie-Regiment in Leszno, von 1935 bis 1938 die Grenzschutzkorpsbrigade Podole, von 1938 bis 1939 die 2. Legionen-Infanteriedivision in Kielce.
Im Juni 1939 wurde ihm die motorisierte Panzerbrigade Warschau anvertraut, mit der er auch im Septemberkrieg gegen die Deutschen kämpfte. Im Oktober des gleichen Jahres ging er in den Untergrund. 1940 setzte die Polnische Exilregierung ihn als Kommandeur der Region Warschau im Verband für den Bewaffneten Kampf (Związek Walki Zbrojnej, ZWZ) ein. Die Organisation sollte der Exilregierung zur Steuerung der militärischen Untergrundaktivitäten im Heimatland dienen, was angesichts vielfältiger, politisch verschiedenartig ausgerichteter Organisationen nur schrittweise gelang. Nachdem die Exilregierung im Sommer 1940 vor der deutschen Eroberung Frankreichs nach Großbritannien ausweichen musste, erteilte sie dem ZWZ eine größere Autonomie und ernannte Rowecki zum General und Befehlshaber aller Untergrundtätigkeiten in ganz Polen. Diese größere Handlungsfreiheit nutzte Rowecki und erreichte in den folgenden Jahren den Zusammenschluss eines Großteils des Untergrunds. Dabei wurde er auch außerhalb seines engen militärischen Auftrags politisch aktiv.
Nach der Umwandlung des ZWZ in die Heimatarmee am 14. Februar 1942 wurde er deren Oberkommandierender.
Am 30. Juni 1943 wurde er von den Deutschen enttarnt und in einer Warschauer Wohnung verhaftet. Man brachte ihn nach Berlin, wo er von der Gestapo gefoltert wurde, und anschließend in das KZ Sachsenhausen. Anfang August 1944 wurde er im Rahmen der Vergeltung für den Ausbruch des Warschauer Aufstands ermordet.

## Würdigung
Im Jahre 1995 wurde Rowecki, der als einer der fähigsten polnischen Militärführer des 20. Jahrhunderts gilt, postum mit dem Orden vom Weißen Adler ausgezeichnet. Seit 2005 befindet sich in Warschau ein Denkmal von ihm, das im Juni desselben Jahres von Staatspräsident Lech Kaczyński feierlich eingeweiht wurde. Eine Büste von ihm befindet sich auch im oberschlesischen Tychy.

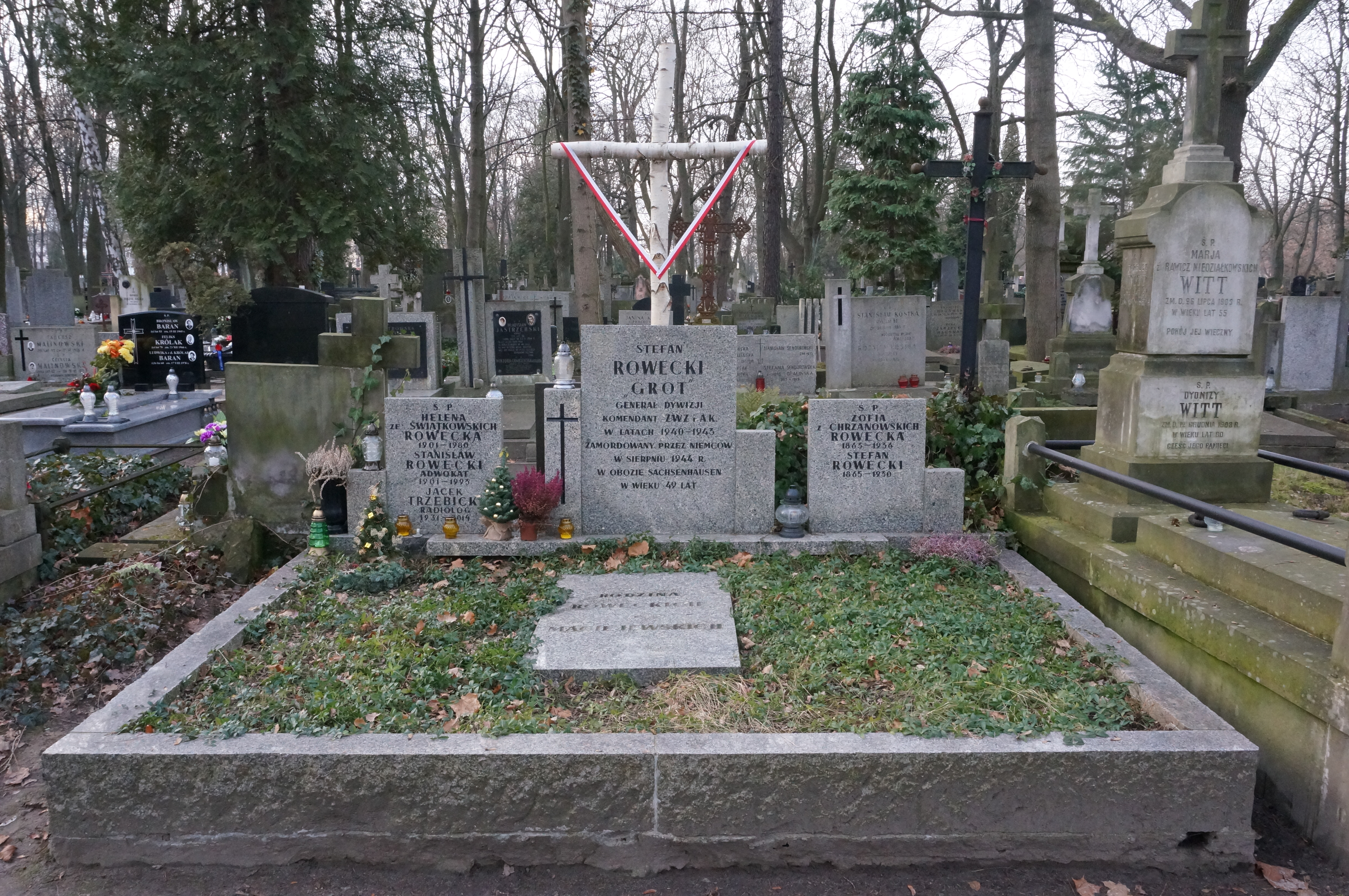
Roweckis Grabstätte auf dem Powazki-Friedhof
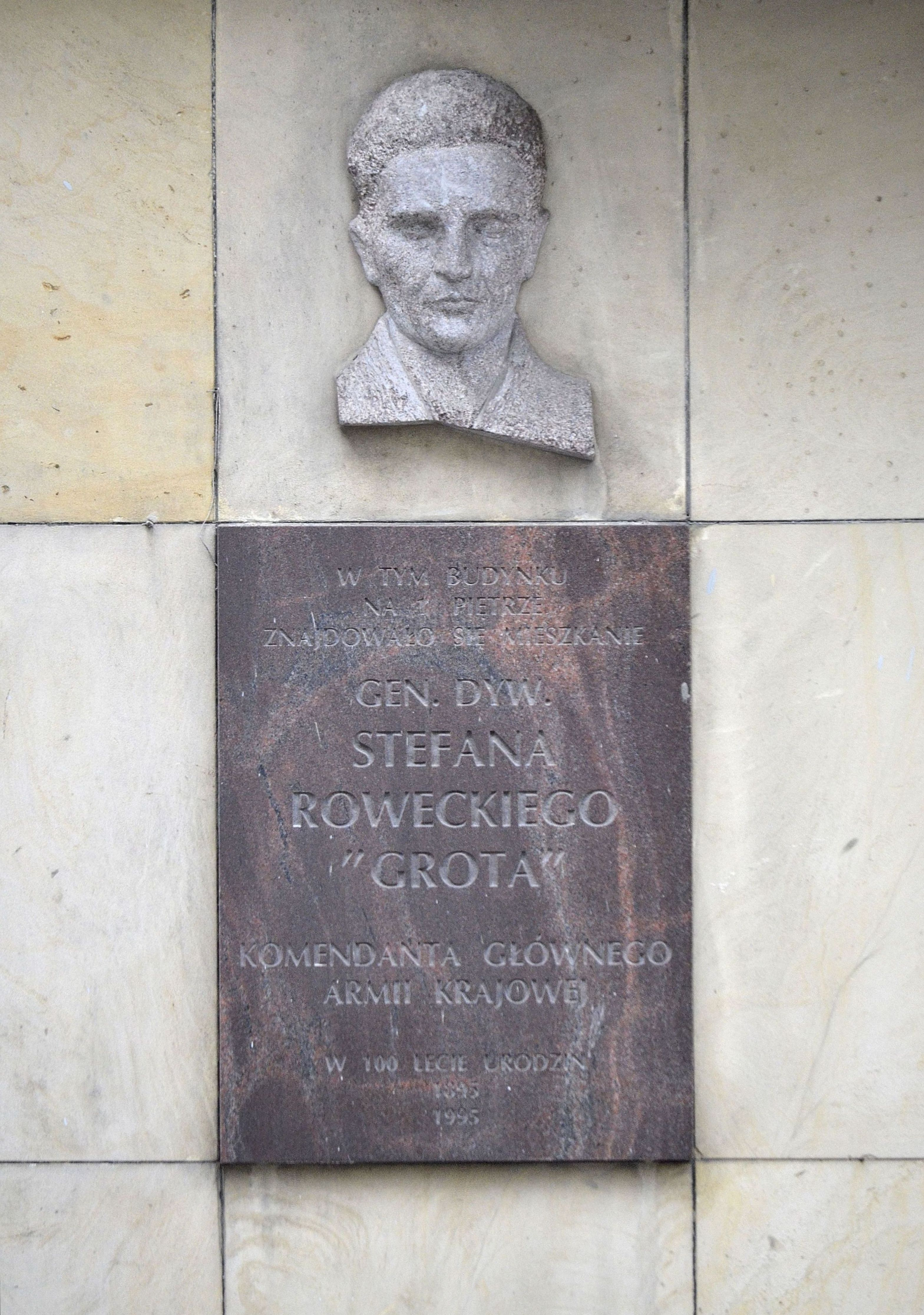
Gedenktafel für Rowecki in Warschau
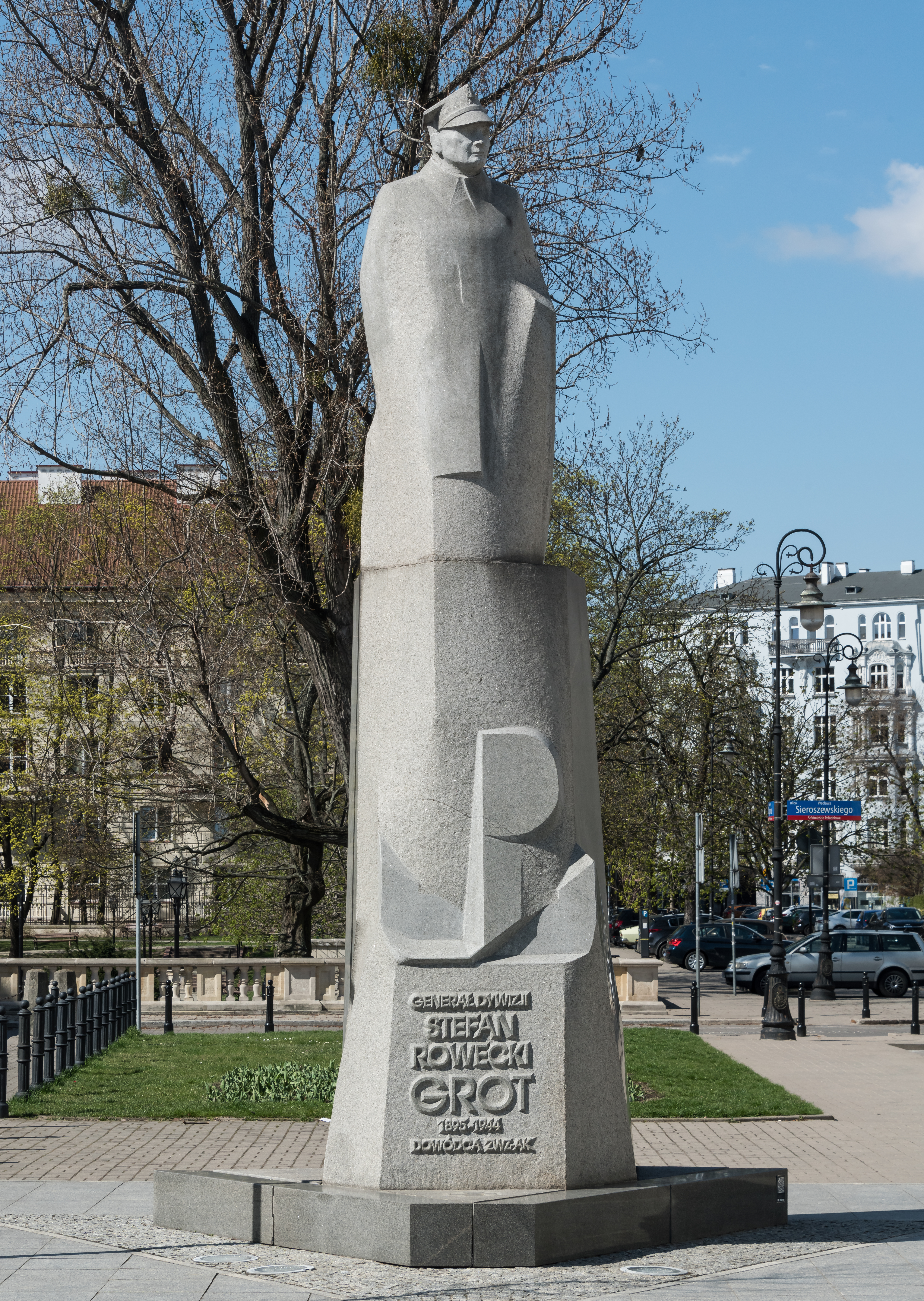
Rowecki-Denkmal in Warschau
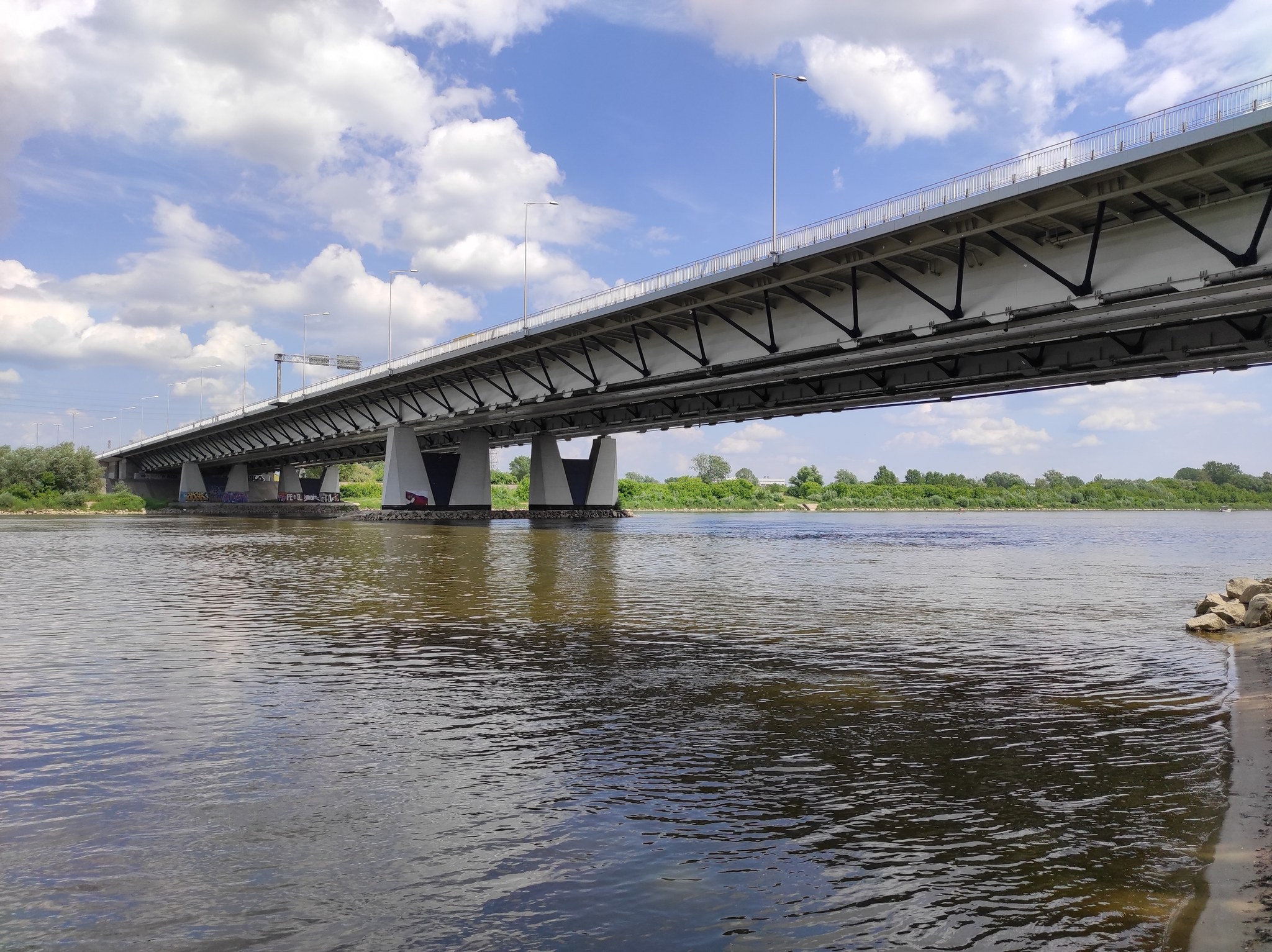
General Stefan "Grot" Rowecki Brücke in Warschau
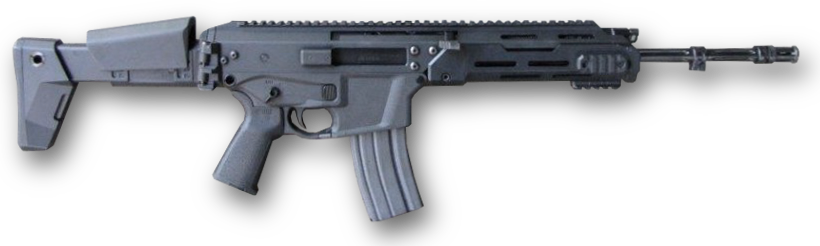
Polnisches Sturmgewehr FB MSBS Grot